# 에드워드 에츨
에드워드 프레더릭 에츨 주니어(영어: Edward Frederick Etzel Jr., 1952년 9월 6일~)는 미국의 전직 사격 선수이다. 1984년 하계 올림픽 남자 50m 소총 복사 종목에서 금메달을 획득했으며 세계 선수권 대회에서 금메달 2개를 획득했다.